# Suniantilop
Suniantilop (Neotragus moschatus) är en art i släktet dvärgantiloper, som tillhör familjen slidhornsdjur i däggdjursordningen partåiga hovdjur.

## Kännetecken
Suniantilopen är en liten antilop som har en mankhöjd på mellan 30 och 44 centimeter och väger mellan 4,5 och 5,5 kilogram. Pälsen är vanligtvis rödbrun, och mörkare på ryggen än på sidorna och benen. Undersidan på magen, halsen, hakan och insidan på benen är vita. Runt ögat finns en svart ring och över hovarna har den också mörkare markeringar. Hanen har horn, vilka är något bakåtböjda och kan bli upp till 12,7 centimeter långa. Honorna har inga horn.

## Utbredning
Suniantilopen finns i sydöstra Afrika. Utbredningsområdet sträcker sig från Kenya till östra Sydafrika. Kanske förekommer arten även i Swaziland. Denna antilop vistas i låglandet och i bergstrakter upp till 2700 meter över havet. Habitatet utgörs av buskskogar samt av skogar med tät undervegetation.

## Levnadssätt
Suniantiloper äter olika slags löv, svampar, frukter och blommor. Det mesta av det vatten de behöver får de genom födan. Suniantilopen är väldigt skygg och är mest aktiv på natten. Dess fiender är många, till exempel lejon, rovfåglar och ormar. På dagen föredrar den därför att vila på någon skuggig, skyddad plats. De är sociala gentemot artfränder, men hanarna försvarar ett revir på omkring tre hektar, vars gränser han markerar med ett speciellt sekret från sina doftkörtlar. Inom reviret håller hanen oftast ihop med en utvald hona, men flera andra honor kan hålla till inom hans område. Honan föder en kalv efter 183 dagars dräktighet.